# Esperança Mosteiro i Sabaté
Esperança Mosteiro i Sabaté (Terrassa, 1911 - Girona, 1985) fou una cantant d'òpera terrassenca.
Filla de pare bateria i cantant, Esperança nasqué a Terrassa el 18 de Novembre de 1911. Des de joveneta, s'integrà a l'ambient cultural de la ciutat estudiant música i col·laborant com a actriu amb grups d'aficionats al teatre. La seva vocació, però, es veié frustrada l'any 1936 en esclatar la Guerra Civil.
En acabar a guerra, reprengué els seus estudis musicals animada per Salvador Salvatella. S'incorporà al grup de sarsuela d'Educación y Descanso i, sota la direcció del mestre Antoni Torres, aconseguí èxits memorables per la interpretació d'obres com La Generala, Los Gavilanes, La Dolorosa, obres que interpretà a moltes ciutats de Catalunya. Paral·lelament, també, destacà per la interpretació del Lieder. Finalment, debutà a Terrassa l'any 1948 com a cantant d'Òpera interpretant Rigoletto de Verdi.
El seu inici com a cantant professional coincidí amb la davallada de l'interès del públic pel cant líric, així que es veié forçada a acceptar una feina de venedora de queviures al Mercat de la Independència. Degut a la seva popularitat, les vendes del negoci augmentaren considerablement en poc temps.
L'any 1957 passà a viure a Santa Cruz de Tenerife, on temporalment vivia el seu fill. Hi interpretà Sarsueles i recitals de cançons. L'any 1963 tornà a Barcelona iniciant una mena de retirada de la vida artística i fent vida de llar juntament amb el seu marit, que morí el 1970.
Sense poder superar la mort del seu espòs, patí una ruptura de fèmur que la postrà per sempre més a una cadira de rodes.
Morí a una residència de Girona el bebrer del 1985.